# Râul Oise
Oise este un râu în partea de nord a Franței. Este un afluent al fluviului Sena. Izvorăște din Belgia, din pădurea Bourlers la sud de Chimay în provincia Hainaut dar foarte repede intră în Franța. Are o lungime de 341 km, un debit mediu de 110 m³/s și un bazin de 16.667km². Se varsă în Sena în Regiunea Pariziană la Conflans-Sainte-Honorine.